# Уайлер-Бэбб, Ник
Ник Уайлер-Бэбб (нем. Nick Weiler-Babb; 12 декабря 1995, Топика, Канзас, США) — немецкий профессиональный баскетболист, натурализованный из США. Выступает за баскетбольный клуб «Анадолу Эфес».

## Карьера

### Детство и карьера в школе
Ник Уайлер-Бэбб родился в Топика, Канзас, США и в детстве переехал в Техас. Он сын Майка Бэбба, владельца барбекю-ресторана Babb Brothers BBQ & Blues. Он младший брат профессионального баскетболиста Крис Бэбба. Уайлер-Бэбб играл в баскетбол в школе Мартина в Техасе. Набирал 16 очков, 8 передач и 8 подборов в среднем за игру. 11 августа 2013 года Уайлер-Бэбб пошел в школьную команду.

### Карьера в колледже
Новичок Уайлер-Бэбб набирал 0.7 очков и 0.8 подборов в среднем за 4,7 минут в команде колледжа. В том сезоне перешел в другую команду из штата Айова в сезоне 2015-16.

### Профессиональная карьера
Не выбранным на драфте НБА, играл за команду "Майами Хит" в летней лиге, но франшиза НБА не предложила ему контракт. 27 июля 2019 подписал контракт с "Ризен Людвигсбург". 5 октября он оформил трипл-дабл из 10 очков, 11 поборов и 12 передач против команды "Телеком Баскетс".
24 июля 2020 года перешел в баскетбольный клуб «Бавария». 8 июля 2022 года, он переподписал контракт до сезона 2023–2024. Выдающаяся игра в защите принесла баскетболисту звание лучшего игрока оборонительного плана Евролиги в сезоне-2024/25.
Летом 2025 года пополнил состав «Анадолу Эфеса», подписав контракт по схеме «2+1».

## Сборная Германии
В 2022 году, после приобретении немецкого гражданства, Уайлер-Бэбб был вызван в сборную Германии для участия в отборочных матчах к Евробаскету-2022. Ник с немцами стал бронзовым призером Евробаскета 2022.

## Достижения

### Клубные
- Чемпион Германии: 2023/2024, 2024/2025
- Обладатель Кубка Германии: 2022/2023, 2023/2024

### Сборная Германии
- Бронзовый призёр чемпионата Европы: 2022